# 1881
1881 (MDCCCLXXXI) je bilo navadno leto, ki se je po gregorijanskem koledarju začelo na soboto, po 12 dni počasnejšem julijanskem koledarju pa na četrtek.

## Dogodki
- Ustanovljen Mestni arheološki muzej v Bologni

## Rojstva
- 24. februar - Mulaj Abd al-Aziz, sultan Maroka († 1943)
- 27. februar - Luitzen Egbertus Jan Brouwer, nizozemski matematik in filozof († 1966)
- 1. maj - Teilhard de Chardin, francoski paleontolog, filozof († 1955)
- 11. maj - Theodore von Kármán, ameriški letalski inženir, matematik, fizik († 1963)
- 20. maj - Władysław Eugeniusz Sikorski, poljski general, politik († 1943)
- 29. maj - Mustafa Kemal Atatürk, prvi predsednik Turške republike († 1938)
- 8. avgust – Ewald von Kleist, nemški feldmaršal († 1954)
- 5. oktober - Fran Jeran, slovenski matematik († 1954)
- 25. oktober - Pablo Picasso, španski slikar, kipar († 1973)
- 28. november - Stefan Zweig, avstrijski pisatelj († 1942)

## Smrti
- 1. januar - Louis Auguste Blanqui, francoski politični aktivist in socialist (* 1805)
- 5. februar - Thomas Carlyle, škotski satirik, esejist in zgodovinar (* 1795)
- 9. februar - Fjodor Mihajlovič Dostojevski, ruski pisatelj (* 1821)
- 3. maj - Josip Jurčič, slovenski pisatelj, časnikar (* 1844)
- 1. julij - 
  - Rudolf Hermann Lotze, nemški filozof (* 1817)
  - Henri Sainte-Claire Deville, francoski kemik  (* 1818)
- 11. julij - Karl Rudolph Powalky, nemški astronom (* 1817)
- 29. november - Janez Bleiweis, slovenski veterinar, publicist in politik (* 1808)
- 17. december - Lewis Henry Morgan, ameriški antropolog, etnolog (* 1818)